# 駒形神社 (鎌倉市)

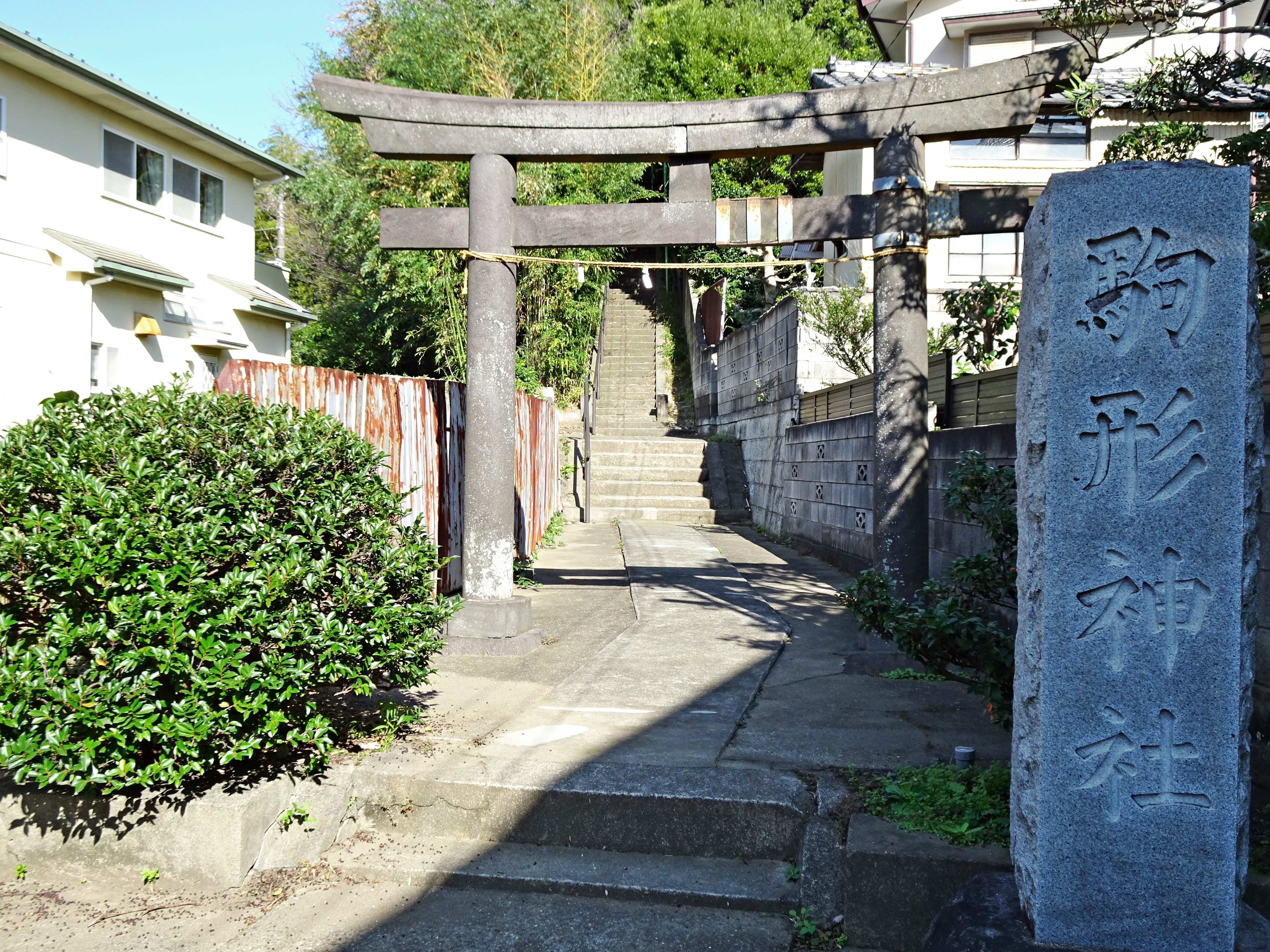
鳥居

駒形神社（こまがたじんじゃ）は、神奈川県鎌倉市に所在する神社。
現在は同市内の御霊神社の兼務社になっている。

## 歴史
創建年代は不明である。ただ治承年間（1177年 - 1181年）には大庭景親の所領に存在していたという記録から、その頃までには既に存在していたものと推測される。
現在の祭神は「駒形大神」であるが、かつては邇々芸命であり、農業の守護神として崇敬されてきた。
現在の本殿は1843年（天保14年）に建てられたものである。

## 交通アクセス
- 湘南モノレール湘南深沢駅より徒歩6分。